# Platon Chirnoagă
Platon Chirnoagă (n. 1894, comuna Poduri, județul Bacău, România – d. 1974, Stuttgart, Germania) a fost general, om politic și istoric militar român.
Generalul Platon Chirnoagă a fost ministru de război în așa-zisul Guvernul Național Român de la Viena (10 decembrie 1944 - 8 mai 1945).

## Biografie
Platon Chirnoagă s-a născut în data de 24 octombrie 1894, în Comuna Poduri, jud. Bacău, unul din cei opt copii ai învățătorului Gheorghe Chirnoagă și al soției acestuia, Olimpia. Unul din frații săi, Eugen Chirnoagă, (1891 - 1965) va deveni un chimist cunoscut, profesor universitar și rector al Universității Politehnica din București. Fiul acestuia, Marcel Chirnoagă, (1930 - 2008) va fi unul din cei mai mari graficieni români. Un alt frate al viitorului general, Mihail Chirnoagă, (1913 - 1948) va deveni un cunoscut prozator și critic literar. 
Participă la Primul Război Mondial la acțiunile ofensive din Transilvania, de retragere și de consolidare a frontului în Moldova (1916 - 1918), ca  sublocotenent în Regimentul 17 Obuziere, și în 1919 la operațiunile militare din Ungaria.
După încetarea ostilităților activează în cadrul Marelui Stat Major, și ulterior ca profesor (1938-1939) și comandant al Școlii de aplicație a artileriei (1939).
În cel de-al Doilea Război Mondial participă cu Armata a 3-a la luptele din Bucovina, nordul Basarabiei, Nistru, Transnistria, Sevastopol, Crimeea, Kuban, și Cotul Donului.
La 20 octombrie 1944, în timp ce se afla la comanda Diviziei 4 Infanterie în capul de pod de la Szolnok, în timpul luptelor de pe Tisa, divizia este încercuită de puternica Divizie 24 de blindate germane, cea mai mare parte a efectivelor, împreună cu comandantul, fiind luați prizonieri.
În data de 10 decembrie 1944, la Viena, la Hotelul Imperial, a fost constituit Guvernul Național Român de la Viena, ca reacție la guvernul instaurat în țară în urma loviturii de stat de la 23 august 1944. Scopul principal al noului guvern era de a organiza o armată care să lupte contra invadatorului sovietic, armată formată din voluntari recrutați dintre prizonierii de război români capturați de germani sau din cei veniți la muncă sau instruire în Germania. Gen. Platon Chirnoagă intră în acest guvern în calitate de ministru de război. În această calitate, a reușit formarea și trimiterea pe frontul de la Oder a unui regiment de voluntari români (martie 1945), în timp ce al doilea era gata de plecare pe front, iar al treilea era în curs de formare în tabăra de la Kaufholz. În data de 8 mai 1945, 
după capitularea Germaniei, gen. Platon Chirnoagă a fost internat în lagărul de la Gleisenbach, de unde va fi eliberat în aprilie 1947. După eliberare va locui în Austria, Franța, și din 1968, la Stuttgart, în Germania.
În 21 februarie 1946 a fost judecat în lipsă și condamnat la moarte, în baza Legii 312/1945, în cel de-al doilea lot al "criminalilor de război", principalii acuzați din "lotul" de 11 persoane, fiind acuzat că a făcut parte din "guvernul fantomă" de la Viena, constituit de Horia Sima, președintele completului de judecată fiind un anume Fărcuțiu.
Generalul Platon Chirnoagă s-a stins din viață, duminică 24 martie 1974, departe de țară, în care nu s-a mai întors niciodată, fiind înmormântat vineri, 29 martie, la Cimitirul Neuer Friedhof Buchrein lângă Stuttgart în Germania. Slujba a fost oficiată de preoții, Dumitru Emilian Popa (Freiburg), Vasile Zăpârțan (München - asasinat ulterior din ordinul lui Nicolae Ceaușescu) și Dr. Florian Müller.

## Cariera militară

### Parcursul ierarhic
- 1915 - sublocotenent
- 1917 - locotenent
- 1919 - căpitan
- 1926 - maior
- 1934 - locotenent-colonel
- 1939 - colonel
- 1944 - general de brigadă

### Funcții militare
- 1915-1923 : comandant de subunitate în Regimentul 17 Obuziere. Cu această unitate a participat la confruntările militare din timpul Războiului de Reîntregire Națională (primul război mondial) și la campania din 1919 din Ungaria, ajungând la gradul de căpitan. (echivalent ca funcție militară cu cel de comandant de baterie)
- 1923 – 1925 : cursuri la Școala Superioară de Război. Obține diploma Marelui Stat Major.
- 1925 – 1936 : Numit comandant al statului major al trupelor de munte. Ulterior este transferat la secția operațiuni (planificare) a Marelui Stat Major.
- 1936 – 1938 : Avansat locotenent-colonel, i se încredințează comandaRegmentului 1 de Artilerie de frontieră. (în cadrul Diviziei 1 de frontieră)
- 1938 – 1939 : Profesor și mai apoi Comandant al Școlii de aplicație a artileriei. (1939)
- 1939 – 1941 : Șef de operațiuni în Armata a 3-a. (11 septembrie 1939 – 22 iunie 1941)
- 1941 – 1942 : Subșef de stat major al Armatei a 3-a și ulterior 1942 – 1944. În 1941 – 1942, a condus una din unitățile de artilerie care a participat la confruntările militare de la Kerci și Sevastopol. Stagiu la comanda Regimentului 7 Artilerie Grea și comandant al Grupului Artilerie Grea din Corpul Vânătorilor de Munte. (1942) În această calitate, a participat la confruntările militare de la Cotul Donului și din jurul Stalingradului.
- 1944 : În ianuarie 1944 este avansat general de brigadă, primind conducerea unei brigăzi de artilerie. În 23 august 1944 se găsea în permisie – auzind comunicatul radiofonic, decide să se întoarcă la comanda unității. I se oferă conducerea Diviziei a 4-a, recent constituită, ea fiind practic desființată în urma masivelor pierderi de la sfârșitul lui august 1944. Divizia a 4-a, împreună cu regimentele de infanterie 5, 20 și 21, și cu regimentele de artilerie 2 și 10, a fost trimisă pe jos spre Ungaria, unde a întâlnit o divizie sovietică, în noaptea de 16/17 octombrie, la capul de pod de pe Tisa, în apropiere de Szolnok. În timpul luptelor de pe Tisa, cade prizonier la Divizie 24 blindată germană, împreună cu alte câteva mii de soldați, după cca. 30 ore de lupte crâncene.[7]

### Ministru de Război în cadrul Guvernului Național Român de la Viena
(vezi și Guvernul Național Român de la Viena)
În data de 1 noiembrie 1944, în timp ce se găsea în prizonierat, generalul Platon Chirnoagă este vizitat de liderul legionar Vasile Iașinschi, care îi propune să preia sarcina de a înființa, organiza și conduce, o armată care urma să se opună ocupantului sovietic, formată din prizonieri de război români capturați de germani și din militari ce urmau diverse stagii de instruire în Germania. Armata, ce urma să se numească Armata Națională Română (pe scurt, ANR) urma să se bazeze exclusiv pe voluntari. Pentru legionari, cei care răspunseseră primii apelului german de a crea un guvern român în exil și o armată națională de rezistență contra ocupantului sovietic, era esențial ca această armată să fie realmente națională, și nu condusă de un general german. Generalul Platon Chirnoagă a acceptat această ofertă, deși nu avusese anterior nici un contact cu mișcarea legionară. Organizarea acestei armate urma să înceapă odată cu constituirea unui guvern național român.
Formarea unui prim regiment român, nu a fost autorizată până pe 3 noiembrie 1944, de către Biroul Central Operațional al SS.(SS – Führung Hauptamt), specificându-se că scopul final este crearea unei divizii. Majoritatea prizonierilor provenind din Divizia a 4-a, a preferat să rămână în captivitate, așteptând sfârșitul războiului, de teama represaliilor ulterioare, spre deosebire de legionari, care s-au înrolat în marea majoritate. La conducerea acestei divizii ce urma să se formeze, a fost desemnat SS Standartenführer Ernst Alfred Ludwig, născut în România. Spre deosebire de alte unități ale armatei germane, pe care naziștii urmăreau să le constituie, divizia română a fost concepută în așa fel încât să fie lansată cât mai repede în luptă. Conducerea primului regiment de infanterie român al ANR, a fost încredințată tot unui ofițer german, respectiv, comandantul Gustav Wegner. Comanda celor două prime batalioane a fost încredințată căpitanilor români Dreve și Opriș, cărora li s-a echivalat gradul cu cel de Hauptstürmführer SS.
Imediat după formarea Guvernului Național Român de la Viena, oficial în 10 decembrie, soldații, ofițerii și subofițerii Regimentului 1 Român al ANR, au depus jurământul de credință, față de Adolf Hitler, în calitate de comandant suprem al armatei germane, (dar numai în ceea ce privește lupta contra sovietilor și comunismului) și față de Horia Sima, în calitate de șef al Guvernului Național Român. Spre sfârșitul anului, propaganda făcută de legionari, dar și de către generalul Platon Chirnoagă, a început să dea rezultate, tot mai mulți prizonieri români oferindu-se să reia lupta contra trupelor sovietice. 
Echiparea acestei divizii cu mijloace de transport și armament performant lăsa mult de dorit, datorită lipsurilor tot mai acute pe care le resimțeau trupele germane spre sfârșitul războiului. La începutul lui 1945, SS Standartenführer Ernst Alfred Ludwig a fost înlocuit la comanda ANR cu SS Standartenführer Wilhelm "Willy" Fortenbacher, datorită unor neînțelegeri dintre primul și gen. Platon Chirnoagă, care dorea ca unitățile ANR să fie majoritar compuse din etnici români. .

## Istoric militar și memorialist
În 1965, la două decenii de la încheierea celei de-a doua conflagrații mondiale, la Ed. Carpații din Madrid vedea lumina tiparului cartea Istoria Politică și Militară a Răsboiului României contra Rusiei Sovietice, lucrare cu caracter memorialistic și istoric, scrisă de gen. Platon Chirnoagă. O a doua ediție, revizuită și adăugită de autor, va apărea după încă două decenii, în 1986, la aceeași editură. Cartea are meritul de a fi prima lucrare în limba română ce tratează acest subiect atât din punct de vedere istoric-militar, cât și din punct de vedere politic. Pentru descrierea operațiilor militare la care nu a participat în mod direct, autorul s-a folosit de memoriile marilor protagoniști ai operațiunilor militare, respectiv de lucrările tratând acest subiect aparținând mareșalului Erich von Manstein, ale generalilor Hans Friessner, Hans Doerr și Wolfgang Pickert, precum și lucrările lui Andreas Hillgruber. Într-un stil alert, fără divagații inutile, însoțindu-și expunerea de schițe privind situația operativă a trupelor în teren, lucrarea descrie operațiile militare purtate de armata germană, împreună cu aliații români, italieni și maghiari, pe teritoriul Uniunii Sovietice, între 22 iunie 1941 și 23 august 1944. O bună parte din lucrare, (circa o treime), este dedicată istoriei Basarabiei, drepturilor românești asupra acestei provincii, plus asupra Bucovinei de nord și Ținutului Herța, ca și circumstanțelor politice interne și internaționale care au condus la ultimatumul sovietic din 27 iunie 1940, și ulterior la pierderile teritoriale ale Cadrilaterului și Ardealului de Nord, în favoarea Bulgariei și Ungariei. Fără simpatie sau resentimente, autorul descrie cu lux de amănunte greșelile politice care au condus la lovitura de stat de la 23 august 1944 și capitularea necondiționată a armatei române, subliniind cinismul aliaților occidentali care nu urmăreau decât să ofere România poftelor cotropitoare ale Uniunii Sovietice.     
| “ | De aceia, la 2 aprilie generalul Wilson s’a adresat lui Maniu, căruia îi transmite aceleași condiții, pe cari le comunicase mai înainte Conducătorului român. Maniu n’a acceptat nici el propunerile făcute prin generalul Wilson, considerând că nu asigurau nici independența, nici frontierele și nici libertățile poporului român. Ca ajutor militar, Wilson propunea bombardamente puternice aeriene asupra populației, ca s’o revolte în contra lui Antonescu. Aceste bombardamente au început la 4 aprilie și au avut un efect exact contrar de cât cel scontat de occidentali. În locul simpatiei de care aceștia se bucurau, s’a ridicat un val de ură totală contra lor. | ” |

De asemenea, nu uită să sublinieze greșelile complotiștilor din jurul regelui, așa-zișii democrați în frunte cu Maniu : 
| “ | Iată de ce aliații occidentali n’au răspuns planului propus de Rege și de șefii opoziției române. Nu mai aveau nici un interes să răspundă. Acum știau că România nu va mai rezista, pentru că opoziția era dispusă să folosească ori ce fel de mijloace ca să fie sigură de răsturnarea lui Antonescu și deci nimic nu’i obliga să ofere sau să răspundă la cereri de armistițiu din partea opoziției române. Capitularea fără condiții pe care o ceruseră în repetate rânduri venea singură și sigur, provocată de acțiunea blocului opoziționist contra mareșalului Antonescu. Dacă acest bloc, în loc să se zbată cu atâta insistență pentru obținere unui răspuns, - când a văzut că acest răspuns nu vine – s-ar fi alăturat străduințelor Conducătorului statului și l’ar fi susținut cu toată autoritatea, România ar fi avut mai multe posibilități atât în rezistența pe front cât și pentru obținerea unui armistițiu semnat și cu condiții acceptabile. Atât rușii cât și anglo-americanii erau foarte grăbiți să termine răsboiul și o rezistență totală a poporului român, care ar fi obligat pe ruși să ducă un răsboiu de iarnă în Carpați și în Balcani nu le convenea de loc. O asemenea perspectivă i’ar fi îndemnat să acorde un armistițiu și nu să aștepte o capitulare. | ” |

Generalul Platon Chirnoagă afirmă cu toată autoritatea militarului care a luptat din prima până în ultima zi a războiului, că existau și alte soluții militare și politice în afara capitulării necondiționate, citând exemplul Finlandei,
| “ | Acordul de trei luni s’a prelungit în mod automat și a fost transformat într’o înțelegere asupra zonelor de influență în țările din sud-estul Europei. Aceste hotărâri ale anglo-americanilor și rușilor nu erau cunoscute nici de guvernul român și nici de opoziție; dar se știa din telegramele generalului Wilson și din comunicările făcute de Cretzianu și Nanu că ni se cerea o capitulare fără condiții. Nu era deci nimic de făcut altceva de cât să se întărească în poporul român, printr’o propagandă foarte activă, acea voință nestrămutată de a lupta și a opri inamicul acolo unde era, așa cum a fost pregătit soldatul de la Mărășești în anul 1917 din punct de vedere moral și material. Numai așa s’ar fi putut obține de la ruși un armistițiu acceptabil, cum în condiții identice l’au obținut finlandejii. Aceștia, când li s’a cerut de către occidentali să capituleze în fața Rusiei, s’au unit cu toții în jurul mareșalului Mannerheim, fără nici o deosebire de partid politic și astfel mergând până la cea mai înverșunată rezistență și-au salvat independența. | ” |

Autorul analizează lucid efortul uriaș făcut de armata română pentru a elibera teritoriile ocupate de sovietici, ca și cauzele înfrângerii acesteia :
| “ | Totalul pierderilor în oameni în acest răsboiu – între 22 iunie 1941 și 23 august 1944 – se ridică la cifra de 495.633. Aici trebue să mai adăogăm și prizonierii făcuți de ruși după 23 August 44 în Moldova, Basarabia și Dobrogea, adică trupele cari au depus armele din ordinul Regelui Mihai, și cari n’au putut ajunge la timp în Muntenia, ceia ce face 624.740. Cu acest preț a plătit poporul român încercarea lui curajoasă și pe deplin întemeiată de a se salva de sub amenințarea stăpânirii Rusiei comuniste și de a apăra biserica creștină și civilizația occidentală de distrugerea pe care i-o pregătește această uriașă forță a întunericului. Încercarea lui n’a reușit. | ” |

Nu uită să menționeze greșelile regelui și coaliției care a guvernat după lovitura de stat de la 23 august 1944:
| “ | Pentru ca această supunere să fie totală, i s’a impus poporului român să întoarcă armele în contra Germaniei și să lupte alături de armatele ruso-comuniste, când fiecare român știa că după terminarea răsboiului aceste armate care îi sunt dușmane, vor rămânea stăpâne în România ca să dicteze legea totalitară și tiranică a Moscovei. În acest răsboiu în contra Germaniei, armatele române au mai pierdut încă 170.000 de oameni, sacrificiu cu atât mai dureros, cu cât nu era făcut pentru salvarea României, ci, pentru subjugarea ei. | ” |

Extrem de critic la adresa regelui, generalul Platon Chirnoagă nu uită să menționeze și greșelile acestuia, care i-au pregătit abdicarea:
| “ | Când regele l-a înșelat pe mareșalul Antonescu chemându-l la Palat ca să discute asupra situației frontului și a încheierii unui armistițiu și acolo l-a arestat și l-a predat comuniștilor, și-a pregătit singur ceasul abdicării. O tragică înlănțuire de evenimente, trasată cu fierul roșu peste trupul neamului românesc, l-a împins inexorabil la potoul abdicării. Era legătura inevitabilă dintre cauză și efect. Tot ceia ce-a mai făcut în ultimii trei ani și jumătate (23.08.1944 – 30.12.1947) decorarea întregului guvern Groza, apoi conflictul cu acelaș guvern la primul semn din Occident și apelul către puterile occidentale, revenirea la o împăcare cu Groza, acceptarea condamnării lui Maniu, etc, etc, nu l-au putut salva de urmările pe cari fatal trebuia să le suporte. | ” |

## Opere publicate

### Antume
- 1962 – Un chapitre d’histoire roumaine, Rio de Janeiro
- 1972 – Istoria Daciei și Continuitatea Daco-Romană, Editura Carpații, Madrid

### Postume
- 1986 – Istoria Politică și Militară a Răsboiului României contra Rusiei Sovietice, Editura Carpații, Madrid

## Decorații
- Ordinul „Steaua României” în gradul de ofițer (8 iunie 1940)[9]